# Lulik
Lulik je priimek več znanih Slovencev:

## Znani nosilci priimka
- Ivan Lulik (1888—1947), odvetnik
- Matjaž Lulik, knjižničar (rokopisni oddelek NUK)
- Silvan Lulik, avtomobilski dirkač, zadnji jugoslovanski in prvi slovenski državni prvak v reliju
- Štefan Lülik (?—1847), evangeličanski učitelj in pisatelj
- Zdenka Žigon Lulik, etnologinja, knjižničarka